# محلة الشفاء
حي الشفاء من أحياء مدينة الموصل القديمة والرئيسية تـقع في القسم الغربي من المدينة على الضفة الشرقية من نهر دجلة وتمتد من الجسر الخامس إلى الجسر الثالث (ابي تمام الطائي) وكانت تدعى مـيدان ألجيش اذ كان الجيش العثماني يعسـكر ويتدرب فيها ، ويـوجد داخل حي الشفاء مديرية صحة نينوى ورئاسة جامعة الموصل القديمة وأقسام السـكن الداخلية التابعة لجـامعة الموصل ومطبعة ابن الاثير وعين ماء كبريت الذي يعتبر من العيون الطبيعية الطبية التي يقدم عليها الناس لعلاج أمـراض الجلد. ولحي الشفاء أهمية أجتماعية ودينية وتاريخية.

## البنايات التاريخية
يقع داخل حي الشفاء قلـعة باشطابيا و القره سراي ومبنى البارود خانه الذي كان يستخدم في وقت العثمانين كمركز لخزن الاسلحة ثم حول إلى متحف عسـكري ثم أهمل بعد احداث 2003.

## البنايات الدينية
يوجد في حي الشفاء جامع الإمام محسن ومرقد الإمام يحيى أبو القاسم وكنيسة الطاهرة للسريان الارثدوكس وكنيسة الطهرة للكلدان.

## المجمع الطبي (المدينة الطبية)
بني فيها المجمع الطبي الذي يضم العديد من المستشفيات والاستشاريات الطبية اهمها المستشفى الجمهوري (المستشفى الملكي سابقاً) الذي بدء البناء به عام 1934م والمستشفى أبن سينا التعليمي ومستشفى البتول ومستشفى الاورام والمستشفى العام وكذلك كلية الطب.